# Metachelifer takensis
Espèce
Metachelifer takensis est une espèce de pseudoscorpions de la famille des Cheliferidae.

## Distribution
Cette espèce est endémique de la province de Tak en Thaïlande. Elle se rencontre à Amphoe Umphang dans la grotte Tham Huai Lao Poo.

## Description
Les mâles mesurent de 3,63 à 3,75 mm et la femelle 3,52 mm.

## Systématique et taxinomie
Cette espèce a été décrite par en Li & Shi, 2022.

## Étymologie
Son nom d'espèce, composé de tak et du suffixe latin -ensis, « qui vit dans, qui habite », lui a été donné en référence au lieu de sa découverte, la province de Tak.

## Publication originale
- Li & Shi, 2022 : « Cave-inhabiting Cheliferidae (Arachnida, Pseudoscorpiones) from Thailand, with description of four new species of Metachelifer Redikorzev. » ZooKeys, vol. 1103, p. 171–188 (texte intégral).